# Casa Sobirana
La Casa Sobirana és un edifici del municipi de Guardiola de Berguedà (Berguedà) inclosa en l'Inventari del Patrimoni Arquitectònic de Catalunya.

## Descripció
Es tracta d'un habitatge situat al terme municipal de St. Julià de Cerdanyola, just al costat d'un desnivell de terra important. Es tracta d'una masia d'estructura clàssica, de planta baixa i tres pisos superiors. La coberta és a dues aigües amb teula àrab i el carener perpendicular a la façana de llevant. L'entrada és elevada, al primer pis, i el desnivell es salva a través d'una escala de pedra amb barana de ferro senzilla. Les obertures són de grans dimensions, amb les llindes i els muntants ressaltats. Destaquen les modificacions que s'han anat fent durant el segle xx, alterant força l'estat original.

## Història
Es troba documentada ja al s. XVIII, però pel nom sembla que els orígens se situen en un moment medieval. La masia fou restaurada després de la guerra civil (1936- 1939) arrebossant tots els murs i arranjant les obertures, ampliades simètricament a totes les façanes. A finals dels vuitanta es construí la tribuna de migdia.